# نیلز سندستروم
نیلز سندستروم (انگلیسی: Nils Sandström؛ ۹ اوت ۱۸۹۳ – ۱۷ ژوئن ۱۹۷۳) ورزشکار دو و میدانی اهل سوئد بود.
وی در مسابقات کشوری و بین‌المللی در مجموع برندهٔ ۱ مدال برنز شده‌است.